# Emma Nasfell
Emma Nasfell ist eine US-amerikanische Schauspielerin und Synchronsprecherin.

## Leben
Nasfell debütierte 2013 als Kinderdarstellerin im Weihnachtsfilm Silberglöckchen. 2021 übernahm sie in dem Low-Budget-Science-Fiction-Film 2021 – War of the Worlds: Invasion from Mars die Rolle der Junie. Im selben Jahr war sie im Fernsehfilm Killer Grades in der Rolle der Amy zu sehen. Außerdem verkörperte sie ebenfalls 2021 im Fernsehthriller A Daughter’s Deceit, der am 10. Dezember 2021 seine Premiere in den USA feierte, die Rolle der Whitney Cruz, als eine der Hauptdarsteller neben Jennifer Field und Michael DeVorzon. Von 2021 bis 2022 stellte sie in vier Episoden der Fernsehserie Warped! die Rolle der Olivia dar.

## Filmografie (Auswahl)
- 2013: Silberglöckchen (Silver Bells)
- 2021: 2021 – War of the Worlds: Invasion from Mars (Alien Conquest)
- 2021: Killer Grades (Fernsehfilm)
- 2021: A Daughter’s Deceit (Fernsehfilm)
- 2021: War of the Worlds – Die Vernichtung (War of the Worlds: Annihilation)
- 2021–2022: Warped! (Fernsehserie, 4 Episoden)